# Manon (Carmelo Bene)
Manon è uno spettacolo teatrale del 1964 diretto e interpretato da Carmelo Bene, tratto dalla Manon Lescaut di Prevost.
Le recensioni della sua Manon, come quelle per gli altri suoi spettacoli teatrali di questo periodo, imputano a Bene un certo gusto per lo scandalo e una tendenza a voler stupire fine a sé stessa, cosa che Bene smentisce, asserendo che questa "Manon" già era il suo "teatro degli handicap" a venire pienamente affermatosi negli anni '80.